# 丘普里尼夫卡
49°22′32″N 28°46′50″E / 49.37556°N 28.78056°E
丘普里尼夫卡（烏克蘭語：Чупринівка），是烏克蘭的村落，位於該國西南部文尼察州，由文尼察區負責管轄，始建於1654年，面積0.61平方公里，海拔高度281米，2001年人口146，人口密度每平方公里238.95人。

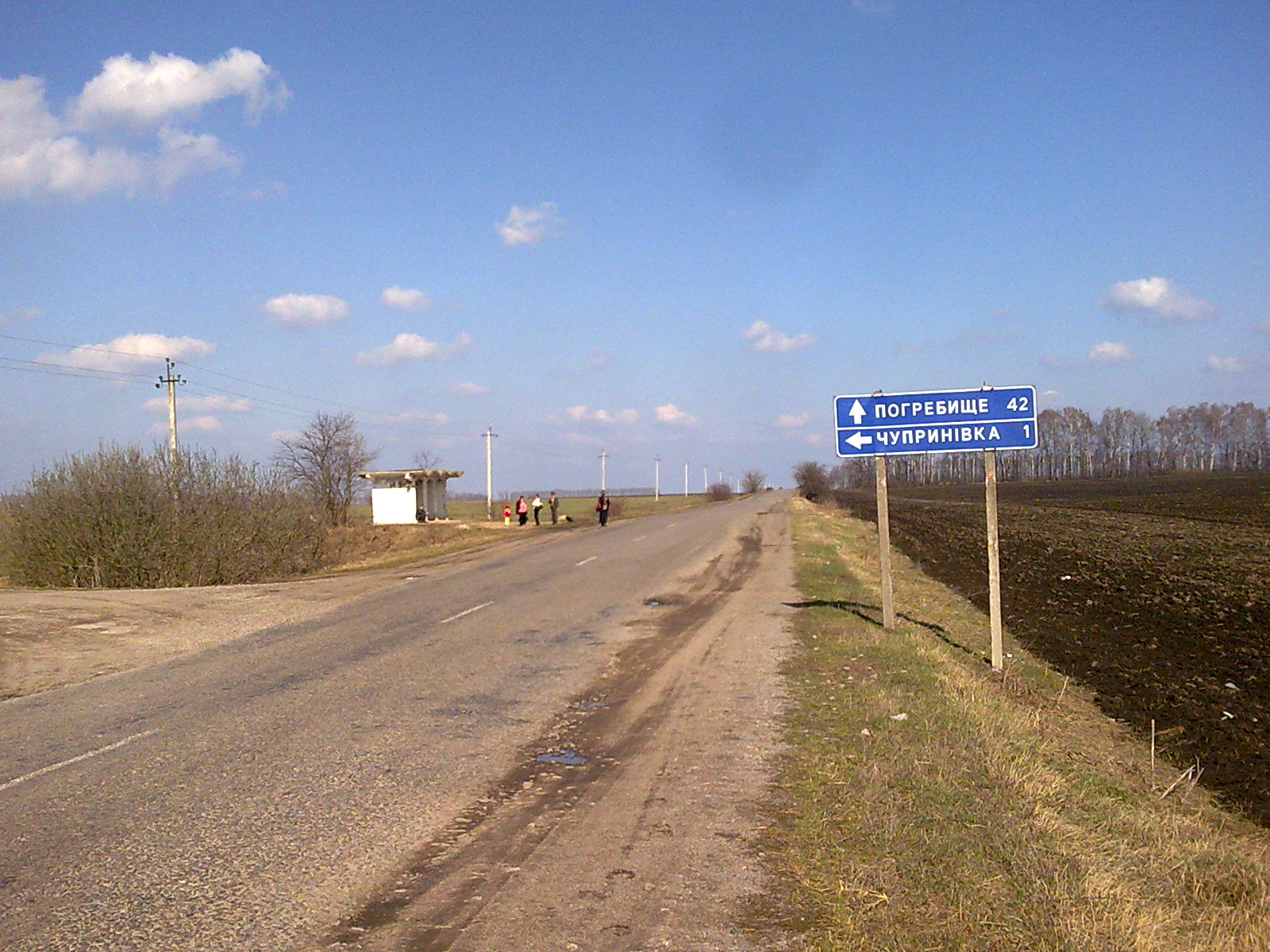
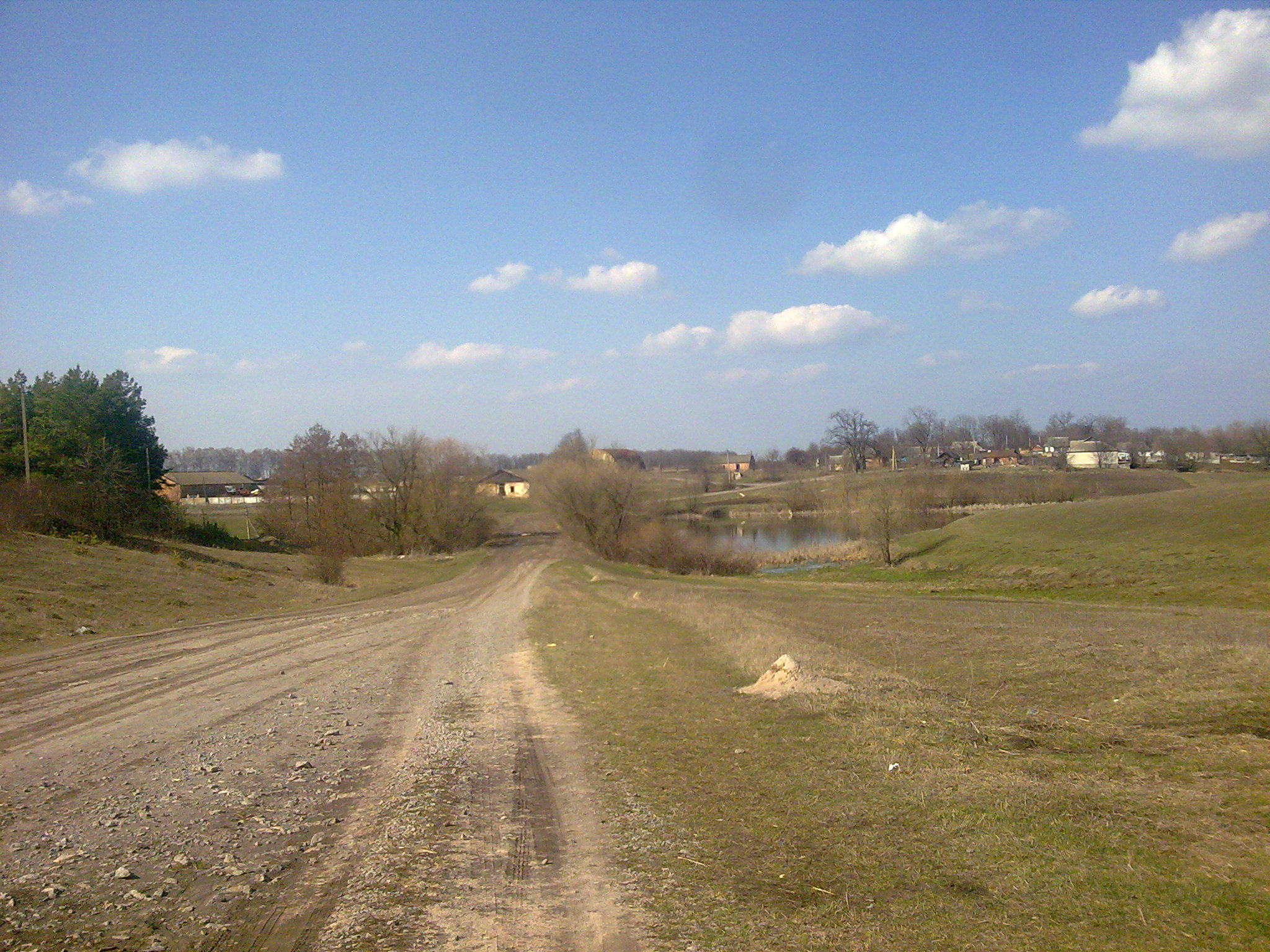
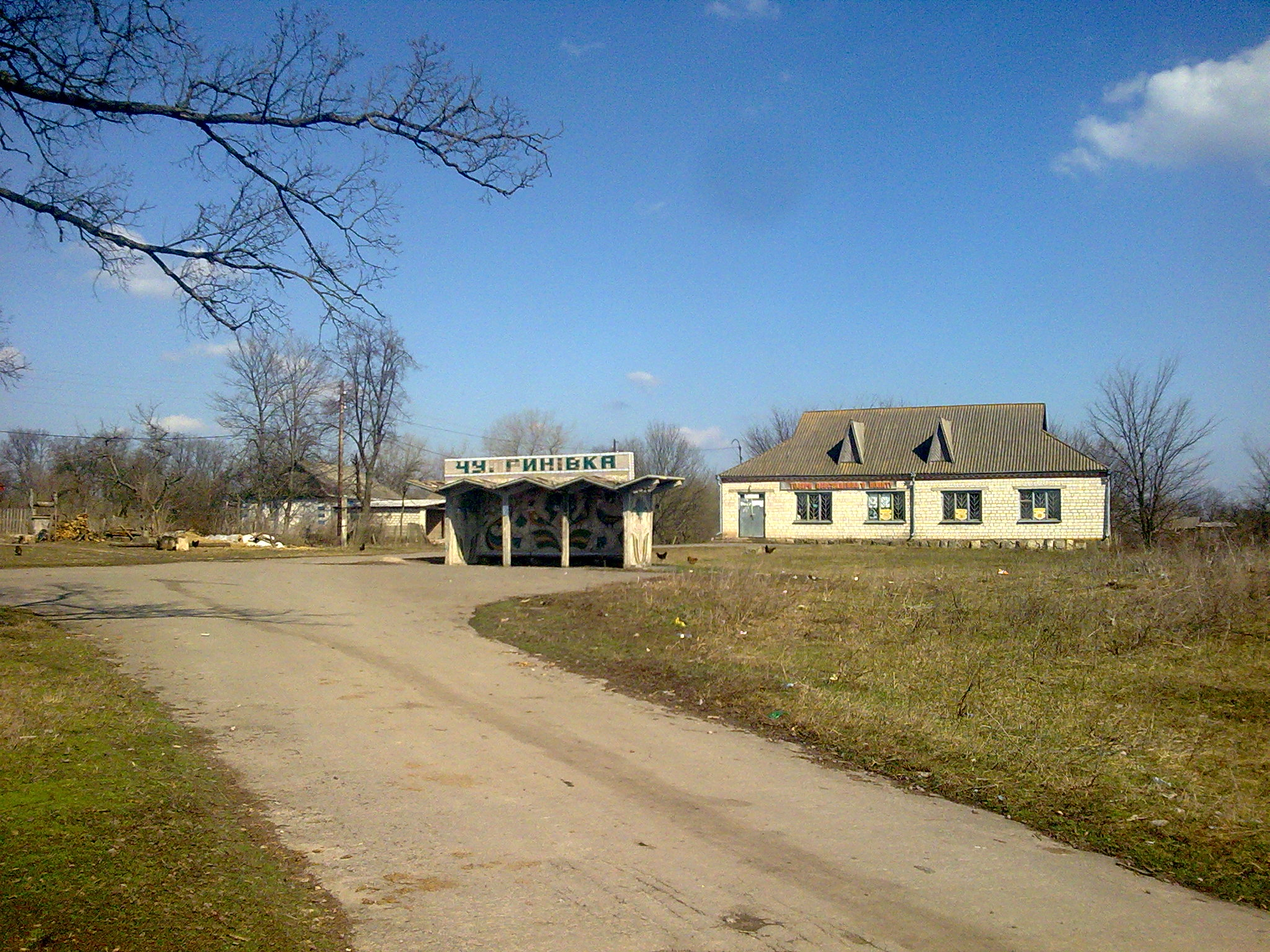
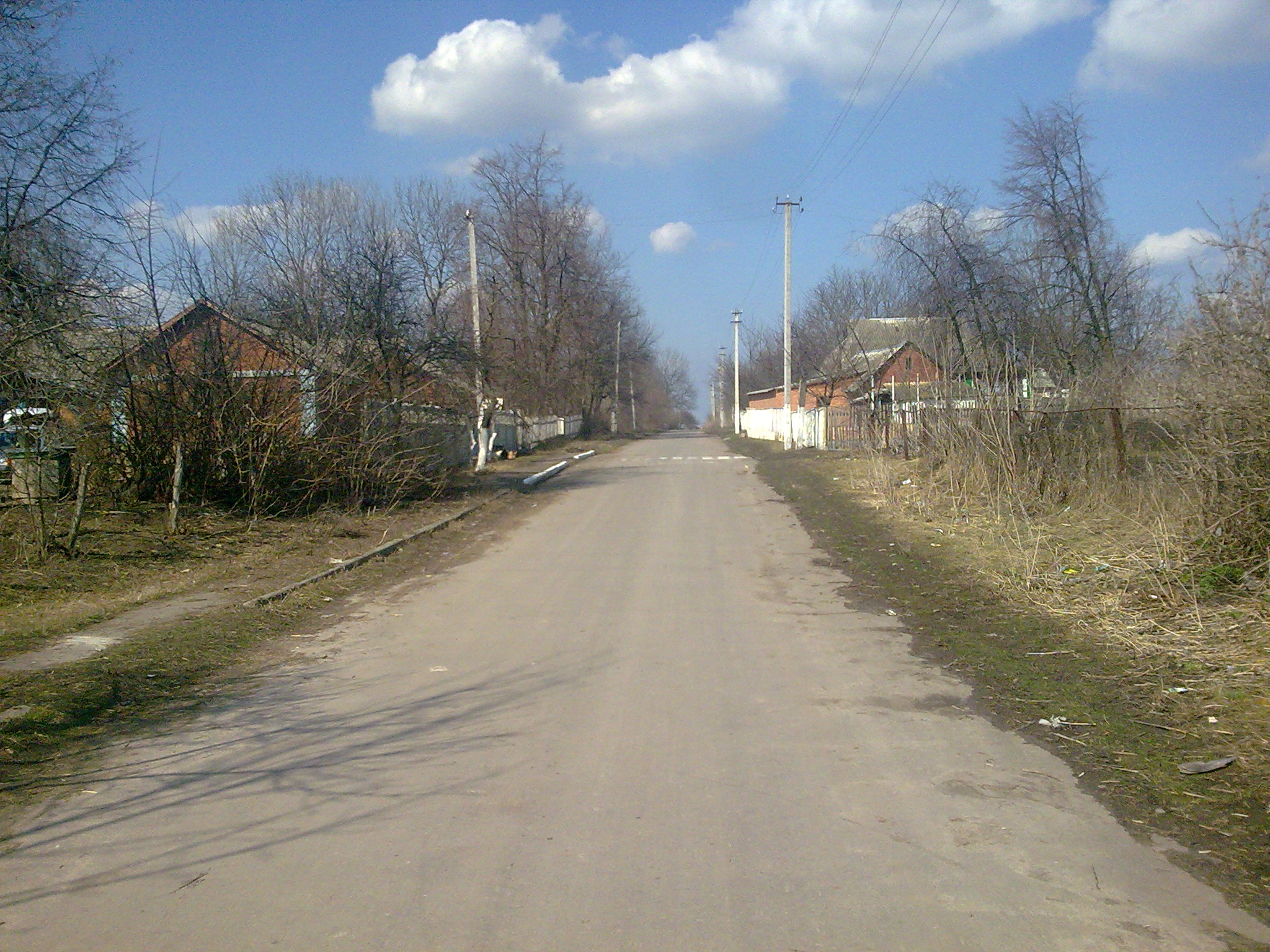
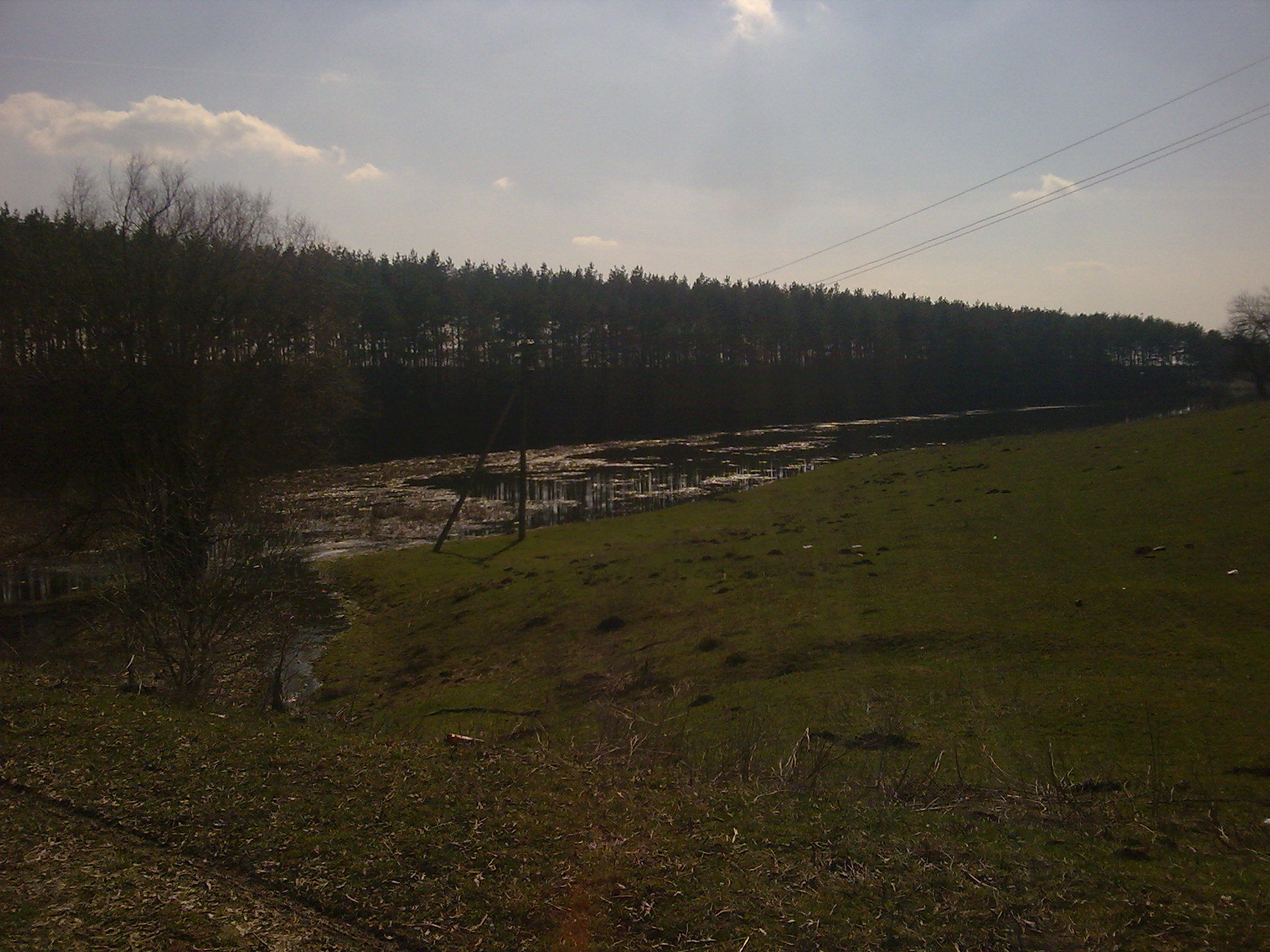